# Carlo Longarini
Carlo Richard Longarini (Sault Ste. Marie, 22 novembre 1939 – Sault Ste. Marie, 18 dicembre 2010) è stato un hockeista su ghiaccio canadese naturalizzato italiano.
Dopo i primi anni in leghe professionistiche minori nordamericane (EOHL con gli Ottawa-Hull Canadiens, OHA coi St. Catharines Teepees, dove vinse la Memorial Cup 1960, EPHL coi Sault Ste. Marie Thunderbirds) si trasferì in Italia, dove fu messo sotto contratto dall'Hockey Club Bolzano dove rimase dal 1961 al 1965. In quegli anni in campionato era possibile utilizzare un solo oriundo, e Longarini a Bolzano era chiuso da Alfredo Coletti: per questo motivo non furono molte le presenze in campionato, mentre prese parte a tutte le amichevoli ed i tornei paralleli.
Tornato in patria giocò poi fino al termine della carriera nella sua città, ai Sault Ste. Marie Canadians (1968-1972) e ai Sault Ste. Marie Greyhounds (1972-1973) sempre in USHL. Nel gennaio del 2010 era stato inserito nell Sault Ste. Marie Hall of Fame